# NGC 7764A
NGC 7764A في الفهرس العام الجديد، هي مجرة، تقع في كوكبة العنقاء. اكتشفت بواسطة جون هيرشل.

## روابط خارجية
- NGC 7764A على موقع ويكي سكاي: DSS2, SDSS, GALEX, IRAS, Hydrogen α, X-Ray, Astrophoto, Sky Map, Articles and images